# Gnophomyia longicellula
Gnophomyia longicellula är en tvåvingeart som beskrevs av Edwards 1927. Gnophomyia longicellula ingår i släktet Gnophomyia och familjen småharkrankar. Inga underarter finns listade i Catalogue of Life.